# Terningen, Antarktis
Terningen är en bergstopp i Antarktis. Den ligger i Östantarktis. Norge gör anspråk på området. Toppen på Terningen är 2 678 meter över havet.
Terrängen runt Terningen är huvudsakligen kuperad, men åt sydost är den platt. Terningen är den högsta punkten i trakten. Trakten är obefolkad. Det finns inga samhällen i närheten. 